# Persone di nome Elisabetta
| Questa pagina contiene informazioni ricavate automaticamente dalle voci biografiche con l'ausilio del template Bio e di un bot. L'aggiornamento è periodico e automatico e ricostruisce completamente la pagina. Se manca una persona in questa lista, sei pregato di non aggiungerla, ma accertati piuttosto che la sua voce biografica contenga il template Bio e che i dati anagrafici siano correttamente compilati. Se il template Bio manca, inseriscilo tu stesso o, in alternativa, metti l'avviso {{tmp\|Bio}} che ne segnala la mancanza. Se i dati riportati sono sbagliati, correggi direttamente la voce biografica; le modifiche saranno visibili in questa lista entro pochi giorni. Per chiarimenti vedi il progetto antroponimi. La lista contiene solo le 304 persone che sono citate nell'enciclopedia e per le quali è stato implementato correttamente il template Bio. Pagina aggiornata al 6 ago 2025. |

Questa è una lista di persone presenti nell'enciclopedia che hanno il nome Elisabetta, suddivise per attività principale.

## Allenatrici di calcio(2)
- Elisabetta Bavagnoli, allenatrice di calcio e ex calciatrice italiana (Piacenza, n. 1963)
- Elisabetta Tona, allenatrice di calcio e ex calciatrice italiana (Lecco, n. 1984)

## Allenatrici di ginnastica(1)
- Elisabetta Preziosa, allenatrice di ginnastica e ex ginnasta italiana (Tradate, n. 1993)

## Arciere(1)
- Elisabetta Mijno, arciera italiana (Moncalieri, n. 1986)

## Artiste(1)
- Elisabetta Benassi, artista italiana (Roma, n. 1966)

## Astronome(1)
- Elisabetta Pierazzo, astronoma italiana (Noale, n. 1963 - Tucson, † 2011)

## Atlete paralimpiche(1)
- Elisabetta Stefanini, atleta paralimpica italiana (Roma, n. 1983)

## Attiviste(1)
- Elisabetta Campus, attivista italiana (Perugia, n. 1960 - Perugia, † 2014)

## Attrici(15)
- Elisabetta Balia, attrice italiana (Nuoro, n. 1979)
- Nadir Caselli, attrice e modella italiana (Pisa, n. 1989)
- Elisabetta Cavallotti, attrice italiana (Bologna, n. 1967)
- Elisabetta Coraini, attrice italiana (Milano, n. 1965)
- Elisabetta De Palo, attrice italiana (Ravenna, n. 1951)
- Bettina Giovannini, attrice e modella italiana (Roma, n. 1958)
- Betty Pedrazzi, attrice italiana (Carpi, n. 1955)
- Elisabetta Pellini, attrice italiana (Sorengo, n. 1974)
- Elisabetta Piccolomini, attrice italiana (Firenze, n. 1951)
- Elisabetta Pozzi, attrice italiana (Genova, n. 1955)
- Elisabetta Rocchetti, attrice, regista e sceneggiatrice italiana (Roma, n. 1975)
- Elisabetta Torlasco, attrice italiana (Rho, n. 1954)
- Elisabetta Virgili, attrice e cantante italiana (Roma, n. 1960)
- Elisabetta Viviani, attrice, cantante e conduttrice televisiva italiana (Milano, n. 1953)
- Elisabetta Wu, attrice cinese (Shanghai, n. 1946)

## Attrici teatrali(2)
- Elisabetta D'Afflisio Moreri, attrice teatrale italiana (n. 1715 - Finale Emilia, † 1760)
- Elisabetta Gardini, attrice teatrale, conduttrice televisiva e politica italiana (Padova, n. 1956)

## Badesse(1)
- Elisabetta di Schönau, badessa tedesca (Bonn, n. 1129 - Schönau, † 1164)

## Beate(1)
- Elisabetta Picenardi, beata italiana (Mantova, n. 1428 - Mantova, † 1468)

## Biologhe(1)
- Elisabetta Dejana, biologa italiana (Bologna, n. 1951)

## Botaniche(1)
- Elisabetta Fiorini Mazzanti, botanica e scrittrice italiana (Terracina, n. 1799 - Roma, † 1879)

## Calciatrici(2)
- Giorgia Bracelli, calciatrice italiana (Sondrio, n. 1996)
- Elisabetta Oliviero, calciatrice italiana (Pompei, n. 1997)

## Canoiste(1)
- Elisabetta Introini, ex canoista italiana (Milano, n. 1961)

## Cantanti(1)
- Elisabetta Guido, cantante italiana (Galatina, n. 1969)

## Cantanti liriche(1)
- Elisabetta Gafforini, cantante lirica e mezzosoprano italiana (Venezia, n. 1777 - Milano, † 1847)

## Cestiste(5)
- Elisabetta Cesarini, ex cestista italiana (Tarquinia, n. 1966)
- Elisabetta Linguaglossa, ex cestista italiana (San Pietro Vernotico, n. 1987)
- Elisabetta Moro, ex cestista italiana (Rovigo, n. 1975)
- Elisabetta Pasini, ex cestista italiana (Venezia, n. 1967)
- Elisabetta Tassinari, cestista italiana (Cento, n. 1994)

## Cicliste su strada(1)
- Elisabetta Maffeis, ex ciclista su strada italiana (Cene, n. 1947)

## Compositrici(2)
- Elisabetta Brusa, compositrice italiana (Milano, n. 1954)
- Elisabetta de Gambarini, compositrice, organista e soprano inglese (Londra, n. 1731 - † 1765)

## Conduttrici televisive(2)
- Elisabetta Ferracini, conduttrice televisiva italiana (Venezia, n. 1968)
- Elisabetta Gregoraci, conduttrice televisiva, showgirl e ex modella italiana (Soverato, n. 1980)

## Contralti(2)
- Elisabetta Fiorillo, contralto e mezzosoprano italiano (Caserta, n. 1957)
- Elisabetta Pinotti, contralto italiana

## Costumiste(2)
- Elisabetta Beraldo, costumista italiana (Genova)
- Elisabetta Montaldo, costumista, artista e scrittrice italiana (Genova, n. 1950)

## Danzatrici(2)
- Elisabetta Armiato, ballerina italiana (Milano, n. 1962)
- Elisabetta Terabust, ballerina italiana (Varese, n. 1946 - Roma, † 2018)

## Diplomatiche(1)
- Elisabetta Belloni, diplomatica e funzionaria italiana (Roma, n. 1958)

## Direttrici d'orchestra(1)
- Elisabetta Maschio, direttrice d'orchestra italiana (Montebelluna, n. 1964)

## Dirigenti d'azienda(1)
- Elisabetta Ripa, dirigente d'azienda italiana (Torino, n. 1965)

## Dirigenti pubbliche(1)
- Elisabetta Serafin, dirigente pubblica italiana (Roma, n. 1958)

## Dirigenti sportive(1)
- Elisabetta Vignotto, dirigente sportiva e ex calciatrice italiana (San Donà di Piave, n. 1954)

## Doppiatrici(2)
- Elisabetta Cesone, doppiatrice italiana (Torino, n. 1957)
- Elisabetta Spinelli, doppiatrice e direttrice del doppiaggio italiana (Milano, n. 1965)

## Editrici(1)
- Elisabetta Sgarbi, editrice e regista cinematografica italiana (Ferrara, n. 1956)

## Farmaciste(1)
- Elisabetta Maria Satoko Kitahara, farmacista giapponese (Tokyo, n. 1929 - Tokyo, † 1958)

## Fotografe(1)
- Elisabetta Catalano, fotografa italiana (Roma, n. 1941 - Roma, † 2015)

## Geologhe(1)
- Elisabetta Erba, geologa e paleontologa italiana (Monza, n. 1958)

## Giavellottiste(1)
- Elisabetta Marin, ex giavellottista italiana (Trieste, n. 1977)

## Ginnaste(1)
- Elisabetta Durelli, ex ginnasta italiana (Lodi, n. 1936)

## Giocatrici di squash(1)
- Elisabetta Priante, giocatrice di squash italiana (Thiene, n. 1991)

## Giornaliste(4)
- Elisabetta Caporale, giornalista italiana (Roma, n. 1964)
- Elisabetta Gnone, giornalista e scrittrice italiana (Genova, n. 1965)
- Elisabetta Pintor, giornalista e traduttrice italiana (Carrara, n. 1953)
- Elisabetta Rasy, giornalista, scrittrice e saggista italiana (Roma, n. 1947)

## Imperatrici(1)
- Elisabetta di Courtenay, imperatrice

## Imprenditrici(1)
- Elisabetta Ambiveri, imprenditrice e filantropa italiana (Bergamo, n. 1888 - Seriate, † 1962)

## Incisori(2)
- Elisabetta Piccini, incisore e religiosa italiana (Venezia, n. 1644 - Venezia, † 1734)
- Elisabetta Viarengo Miniotti, incisore e pittrice italiana (Torino, n. 1937 - Torino, † 2020)

## Lunghiste(1)
- Elisabetta Mattana, lunghista italiana (Monza, n. 1936)

## Marciatrici(1)
- Elisabetta Perrone, ex marciatrice italiana (Camburzano, n. 1968)

## Matematiche(1)
- Elisabetta Strickland, matematica italiana (Roma, n. 1948)

## Mecenati(1)
- Elisabetta Gonzaga, mecenate italiana (Mantova, n. 1471 - Ferrara, † 1526)

## Mezzofondiste(1)
- Elisabetta Artuso, mezzofondista italiana (Grosseto, n. 1974)

## Musiciste(1)
- Elisabetta Imelio, musicista e cantante italiana (Pordenone, n. 1975 - Aviano, † 2020)

## Nobildonne(24)
- Elisabetta Amalia d'Assia-Darmstadt, nobildonna (Gießen, n. 1635 - Neuburg an der Donau, † 1709)
- Elisabetta de Burgh, nobildonna britannica (Carrickfergus, n. 1332 - Dublino, † 1363)
- Elisabetta Francesca d'Asburgo-Lorena, nobildonna (Buda, n. 1831 - Vienna, † 1903)
- Elisabetta d'Ungheria, nobildonna ungherese
- Elisabetta di Celje, nobildonna ungherese (Celje, n. 1441 - Hunedoara, † 1455)
- Elisabetta Woodville, nobildonna inglese (Grafton Regis - Londra, † 1492)
- Elisabetta Farnese, nobildonna italiana (Parma, n. 1692 - Aranjuez, † 1766)
- Elisabetta Gonzaga, nobildonna italiana (Mantova - † 1432)
- Elisabetta di Holstein-Rendsburg, nobildonna tedesca (n. 1300 - † 1340)
- Elisabetta Malatesta, nobildonna italiana (Pesaro, n. 1407 - † 1477)
- Elisabetta Malatesta, nobildonna italiana
- Elisabetta Manfredi, nobildonna italiana (n. 1443 - Faenza, † 1469)
- Elisabetta Sofia di Meclemburgo-Güstrow, nobildonna e compositrice tedesca (Güstrow, n. 1613 - Luneburgo, † 1676)
- Elisabetta Querini, nobildonna italiana (Venezia, n. 1628 - Venezia, † 1709)
- Elisabetta Tëmkina, nobildonna russa (Mosca, n. 1775 - Mezhyhirya, † 1854)
- Elisabetta di Waldeck e Pyrmont, nobildonna (Bad Arolsen, n. 1873 - Bensheim, † 1961)
- Elisabetta de Gemmis, nobildonna italiana († 1799)
- Elisabetta della Rovere, nobildonna italiana (Urbino, n. 1529 - Massa, † 1561)
- Elisabetta di Borbone-Francia, nobildonna francese (Versailles, n. 1764 - Parigi, † 1794)
- Elisabetta di Brunswick-Grubenhagen, nobildonna tedesca (Einbeck, n. 1550 - Sønderborg, † 1586)
- Elisabetta di Brunswick-Göttingen, nobildonna tedesca († 1444)
- Elisabetta di Henneberg, nobildonna tedesca († 1377)
- Elisabetta Teresa di Lorena, nobildonna francese (n. 1664 - Parigi, † 1748)
- Elisabetta di Meclemburgo-Güstrow, nobildonna tedesca (Güstrow, n. 1668 - Doberlug, † 1738)

## Nuotatrici(1)
- Elisabetta Dessy, ex nuotatrice e modella italiana (Roma, n. 1957)

## Pallavoliste(1)
- Elisabetta Serrapica, pallavolista italiana (Terracina, n. 1976)

## Pattinatrici di velocità su ghiaccio(1)
- Elisabetta Pizio, ex pattinatrice di velocità su ghiaccio italiana (Schilpario, n. 1971)

## Pistard(1)
- Elisabetta Fanton, ex pistard e ciclista su strada italiana (Treviso, n. 1968)

## Pittrici(6)
- Elisabetta Benato Beltrami, pittrice e scultrice italiana (Padova, n. 1812 - Padova, † 1888)
- Elisabetta Keller, pittrice svizzera (Monza, n. 1891 - San Francisco, † 1969)
- Elisabetta Lazzarini, pittrice italiana (Venezia, n. 1662 - † 1729)
- Elisabetta Marchioni, pittrice italiana (Rovigo - Rovigo)
- Elisabetta Rampielli, pittrice italiana (Bologna, n. 1898 - Perugia, † 1985)
- Elisabetta Sirani, pittrice italiana (Bologna, n. 1638 - Bologna, † 1665)

## Poetesse(1)
- Elisabetta Trebbiani, poetessa italiana

## Politiche(13)
- Elisabetta Barbuto, politica italiana (Firenze, n. 1957)
- Elisabetta Bertotti, politica italiana (Trento, n. 1966)
- Elisabetta Conci, politica italiana (Trento, n. 1895 - Mollaro, † 1965)
- Elisabetta De Blasis, politica italiana (Avezzano, n. 1974)
- Elisabetta Di Prisco, politica italiana (Verona, n. 1950)
- Elisabetta Gallo, politica italiana (Asti, n. 1921 - † 2014)
- Elisabetta Gualmini, politica e politologa italiana (Modena, n. 1968)
- Elisabetta Christiana Lancellotta, politica italiana (Isernia, n. 1979)
- Elisabetta Piccolotti, politica italiana (Camerino, n. 1982)
- Elisabetta Rampi, politica italiana (Novara, n. 1960)
- Elisabetta Ripani, politica italiana (Grosseto, n. 1986)
- Elisabetta Trenta, politica italiana (Velletri, n. 1967)
- Elisabetta Zamparutti, politica italiana (Cermes, n. 1964)

## Principesse(47)
- Beatrice di Svevia, principessa sveva (Norimberga, n. 1203 - Toro, † 1235)
- Elisabetta del Belgio, principessa belga (Anderlecht, n. 2001)
- Elisabetta Carlotta di Borbone-Orléans, principessa francese (Saint-Cloud, n. 1676 - Commercy, † 1744)
- Elisabetta di Danimarca, principessa danese (n. 1524 - Gedser, † 1586)
- Elisabetta di Danimarca, principessa danese (Kongens Lyngby, n. 1935 - Copenaghen, † 2018)
- Elisabetta di Danimarca, principessa danese (Koldingshus, n. 1573 - Braunschweig, † 1625)
- Elisabetta di Brandeburgo, principessa (n. 1403 - Legnica, † 1449)
- Elisabetta d'Assia-Kassel, principessa tedesca (Kassel, n. 1596 - Güstrow, † 1625)
- Elisabetta di Brunswick-Lüneburg, principessa (n. 1230 - † 1266)
- Elisabetta di Baviera, principessa (Monaco di Baviera, n. 1443 - Lipsia, † 1484)
- Elisabetta d'Assia, principessa (n. 1503 - Lauingen, † 1563)
- Elisabetta di Anhalt-Zerbst, principessa (Zerbst, n. 1563 - Crossen, † 1607)
- Elisabetta d'Assia-Kassel, principessa (Copenaghen, n. 1861 - Dessau, † 1955)
- Elisabetta di Brandeburgo-Küstrin, principessa tedesca (n. 1540 - Varsavia, † 1578)
- Elisabetta di Sassonia, principessa sassone (Wolkenstein, n. 1552 - Heidelberg, † 1590)
- Elisabetta Plantageneta, duchessa di Exeter, principessa inglese (Burford, n. 1363 - † 1426)
- Elisabetta di Brandeburgo, principessa (n. 1425 - † 1465)
- Elisabetta d'Assia, principessa (Marburgo, n. 1502 - Smalcalda, † 1557)
- Elisabetta Albertina di Sassonia-Hildburghausen, principessa (Hildburghausen, n. 1713 - Neustrelitz, † 1761)
- Elisabetta Sofia di Brandeburgo, principessa (Cölln, n. 1674 - Römhild, † 1748)
- Elisabetta d'Asburgo, principessa (Linz, n. 1526 - Vilnius, † 1545)
- Elisabetta di Lorena, principessa francese (Nancy, n. 1574 - Braunau am Inn, † 1635)
- Elisabetta di Valois, principessa francese (Fontainebleau, n. 1546 - Aranjuez, † 1568)
- Elisabetta Carolina di Hannover, principessa inglese (St. James's, n. 1741 - Kew, † 1759)
- Elisabetta Karađorđević, principessa e attivista serba (Belgrado, n. 1936)
- Elisabetta del Liechtenstein, principessa austriaca (Vienna, n. 1832 - Vienna, † 1894)
- Elisabetta di Lussemburgo, principessa lussemburghese (Colmar-Berg, n. 1922 - Fischbach, † 2011)
- Elisabetta di Lussemburgo, principessa lussemburghese (Lussemburgo, n. 1901 - Lenggries, † 1950)
- Elisabetta Sibilla di Sassonia-Weimar-Eisenach, principessa tedesca (Weimar, n. 1854 - Lübstorf, † 1908)
- Elisabetta Stuart, principessa scozzese (Fife, n. 1596 - Londra, † 1662)
- Elisabetta di Thurn und Taxis, principessa tedesca (Dresda, n. 1860 - Ödenburg, † 1881)
- Elisabetta Vasa, principessa svedese (Kungsör, n. 1549 - Stoccolma, † 1597)
- Elisabetta Amalia d'Asburgo-Lorena, principessa austriaca (Reichenau an der Rax, n. 1878 - Vaduz, † 1960)
- Elisabetta Carlotta del Palatinato, principessa tedesca (Heidelberg, n. 1652 - Castello di Saint-Cloud, † 1722)
- Elisabetta Cristina Ulrica di Brunswick-Wolfenbüttel, principessa tedesca (Wolfenbüttel, n. 1746 - Stettino, † 1840)
- Elisabetta di Danimarca, principessa danese (Nyborg, n. 1485 - Colonia, † 1555)
- Elisabetta di Grecia, principessa greca (Tatoi, n. 1904 - Monaco di Baviera, † 1955)
- Elisabetta di Kleve, principessa (Kleve, n. 1420 - † 1488)
- Elisabetta di Prussia, principessa tedesca (Berlino, n. 1815 - Darmstadt, † 1885)
- Elisabetta di Romania, principessa rumena (Sinaia, n. 1894 - Cannes, † 1956)
- Elisabetta di Sassonia, principessa tedesca (Dresda, n. 1830 - Stresa, † 1912)
- Elisabetta Ernestina di Sassonia-Meiningen, principessa (Meiningen, n. 1681 - Bad Gandersheim, † 1766)
- Elisabetta Sofia Maria di Schleswig-Holstein-Sonderburg-Norburg, principessa tedesca (Wolfenbüttel, n. 1683 - Braunschweig, † 1767)
- Elisabetta di Schwarzburg-Rudolstadt, principessa tedesca (Rudolstadt, n. 1833 - Detmold, † 1896)
- Elisabetta di Urach, principessa tedesca (Lichtenstein, n. 1894 - Deutschlandsberg, † 1962)
- Elisabetta Alessandrina di Württemberg, principessa (Würzau, n. 1802 - Karlsruhe, † 1864)
- Elisabetta di York, principessa inglese (Rouen, n. 1444 - Wingfield, † 1503)

## Registe(2)
- Elisabetta Lodoli, regista e sceneggiatrice italiana (Bologna, n. 1955)
- Elisabetta Marchetti, regista televisiva e montatrice italiana (Roma)

## Religiose(6)
- Elisabetta Achler, religiosa e mistica tedesca (Waldsee, n. 1386 - Reute, † 1420)
- Elisabetta di Boemia, religiosa tedesca (Heidelberg, n. 1618 - Abbazia di Herford, † 1680)
- Elisabetta di Regenstein-Blankenburg, religiosa tedesca (Regenstein, n. 1542 - Quedlinburg, † 1584)
- Elisabetta Sanna, religiosa italiana (Codrongianos, n. 1788 - Roma, † 1857)
- Elisabetta Vendramini, religiosa italiana (Bassano del Grappa, n. 1790 - Padova, † 1860)
- Elisabetta di Sicilia, religiosa e nobile italiana (Napoli, n. 1261 - Napoli, † 1303)

## Schermitrici(1)
- Elisabetta Bianchin, schermitrice italiana (Treviso, n. 1997)

## Sciatrici alpine(1)
- Elisabetta Biavaschi, ex sciatrice alpina italiana (Chiavenna, n. 1973)

## Scrittrici(10)
- Elisabetta Bucciarelli, scrittrice italiana (Milano, n. 1969)
- Elisabetta Cametti, scrittrice italiana (Gattinara, n. 1970)
- Elisabetta Caminer, scrittrice e editrice italiana (Venezia, n. 1751 - Orgiano, † 1796)
- Elisabetta Contarini Mosconi, scrittrice italiana (Verona, n. 1752 - † 1807)
- Elisabetta Dami, scrittrice italiana (Milano, n. 1958)
- Elisabetta di Brandeburgo, scrittrice tedesca (Cölln, n. 1510 - Ilmenau, † 1558)
- Elisabetta di Lorena-Vaudémont, scrittrice (n. 1397 - Saarbrücken, † 1456)
- Elisabetta Fiorentini, scrittrice e giornalista italiana (Argenta, n. 1933 - Argenta, † 1996)
- Elisabetta Pierallini, scrittrice italiana (Brescia, n. 1939)
- Elisabetta Vernier, scrittrice e traduttrice italiana (Cagliari)

## Showgirl(1)
- Elisabetta Canalis, showgirl, modella e attrice italiana (Sassari, n. 1978)

## Soprani(4)
- Elisabetta Barbato, soprano italiano (Barletta, n. 1921 - Roma, † 2014)
- Elisabetta Manfredini, soprano italiano (Bologna, n. 1780)
- Elisabetta Scano, soprano italiano (Cagliari, n. 1966)
- Elisabetta Pilotti Schiavonetti, soprano italiano († 1742)

## Sovrane(21)
- Elisabetta d'Asburgo, regina (Vienna, n. 1436 - Cracovia, † 1505)
- Elisabetta Cristina di Brunswick-Wolfenbüttel-Bevern, sovrana tedesca (Wolfenbüttel, n. 1715 - Castello di Niederschönhausen, † 1797)
- Elisabetta di Carinzia, regina (Gorizia - Messina)
- Elisabetta di Bosnia, regina (n. 1340 - Novegradi, † 1387)
- Elisabetta Ludovica di Baviera, regina (Monaco di Baviera, n. 1801 - Dresda, † 1873)
- Elisabetta di Tirolo-Gorizia, regina (Monaco di Baviera - Vienna, † 1313)
- Elisabetta di Norimberga, regina (n. 1358 - † 1411)
- Elisabetta la Cumana, regina ungherese (n. 1240 - † 1290)
- Elisabetta di Polonia, regina (n. 1305 - Buda, † 1380)
- Elisabetta I d'Inghilterra, regina (Greenwich, n. 1533 - Richmond upon Thames, † 1603)
- Elisabetta II del Regno Unito, sovrana britannica (Londra, n. 1926 - Castello di Balmoral, † 2022)
- Elisabetta Teresa di Lorena, regina (Lunéville, n. 1711 - Reggia di Venaria Reale, † 1741)
- Elisabetta d'Asburgo, regina (Vienna, n. 1554 - Vienna, † 1592)
- Elisabetta di Boemia, regina (n. 1292 - Boemia, † 1330)
- Elisabetta di Borbone-Francia, regina (Fontainebleau, n. 1602 - Madrid, † 1644)
- Elisabetta di York, regina britannica (Londra, n. 1466 - Londra, † 1503)
- Elisabetta Granowska, regina polacca (Cracovia, † 1420)
- Elisabetta di Wittelsbach, regina (Landshut, n. 1227 - † 1273)
- Elisabetta di Kiev, regina russa
- Elisabetta di Wied, sovrana rumena (Neuwied, n. 1843 - Bucarest, † 1916)
- Elisabetta di Baviera, sovrana belga (Possenhofen, n. 1876 - Bruxelles, † 1965)

## Sovrani(1)
- Elisabetta di Russia, sovrano russa (Kolomenskoe, n. 1709 - San Pietroburgo, † 1762)

## Stiliste(1)
- Elisabetta Franchi, stilista italiana (Bologna, n. 1968)

## Tenniste(1)
- Elisabetta Cocciaretto, tennista italiana (Ancona, n. 2001)

## Traduttrici(1)
- Elisabetta Bartuli, traduttrice italiana (Il Cairo, n. 1955)

## Velociste(2)
- Elisabetta Birolini, ex velocista italiana (Bergamo, n. 1968)
- Elisabetta Vandi, velocista italiana (Pesaro, n. 2000)

## Senza attività specificata(24)
- Elisabetta Federica Sofia di Brandeburgo-Bayreuth, duchessa (Bayreuth, n. 1732 - Bayreuth, † 1780)
- Elisabetta Eleonora di Brunswick-Wolfenbüttel, duchessa (Wolfenbüttel, n. 1658 - Meiningen, † 1729)
- Elisabetta Canori Mora, italiana (Roma, n. 1774 - Roma, † 1825)
- Elisabetta della Trinità, monaca cristiana e mistica francese (Avord, n. 1880 - Digione, † 1906)
- Elisabetta di Slavonia, romana (n. 1352 - † 1380)
- Elisabetta di Brunswick-Wolfenbüttel, duchessa (Wolfenbüttel, n. 1593 - Altenburg, † 1650)
- Elisabetta di Lituania, duchessa lituana († 1364)
- Elisabetta d'Austria, duchessa (n. 1285 - Nancy, † 1352)
- Elisabetta d'Inghilterra, contessa (castello di Rhuddlan, n. 1282 - Quendon, † 1316)
- Elisabetta di Nassau, duchessa (Middelburg, n. 1577 - Sedan, † 1642)
- Elisabetta di Baviera (Monaco di Baviera, n. 1837 - Ginevra, † 1898)
- Elisabetta di Harrach, contessa austriaca (Vienna, n. 1601 - Gherla, † 1655)
- Elisabetta d'Orléans, duchessa (Parigi, n. 1646 - Versailles, † 1696)
- Elisabetta del Palatinato, contessa (Heidelberg, n. 1483 - Baden-Baden, † 1522)
- Elisabetta Maddalena di Pomerania, duchessa tedesca (Stettino, n. 1580 - Mitau, † 1649)
- Elisabetta Maria Sforza, marchesa (n. 1456 - † 1472)
- Elisabetta Spitz, architetta e dirigente pubblica italiana (Roma, n. 1953)
- Elisabetta Lucrezia di Teschen, duchessa (n. 1599 - † 1653)
- Elisabetta di Wittelsbach-Simmern, tedesca (Birkenfeld, n. 1540 - Neustadt, † 1594)
- Elisabetta di Baviera-Landshut, duchessa (n. 1419 - Landshut, † 1451)
- Elisabetta Cristina di Brunswick-Wolfenbüttel (Braunschweig, n. 1691 - Vienna, † 1750)
- Elisabetta di Görlitz, duchessa (Hořovice, n. 1390 - Treviri, † 1451)
- Elisabetta Paolina di Sassonia-Altenburg, duchessa tedesca (Hildburghausen, n. 1826 - Oldenburgo, † 1896)
- Elisabetta Augusta Christiansdatter, contessa danese (n. 1623 - † 1677)